# اسفرومک

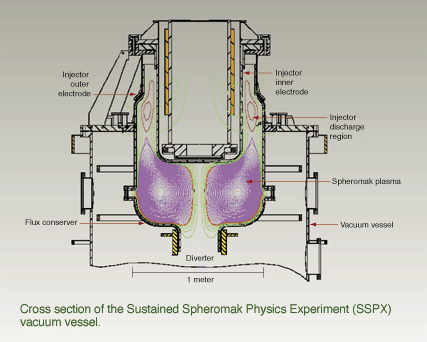
نمایش مقطعی یک اسفرومک

اسفرومک (به انگلیسی: Spheromak) یکی از انواع رآکتورهای آزمایشی گداخت هسته‌ای است که بر مبنای محصورسازی مغناطیسی طراحی شده‌است.
برای آغاز فرایند همجوشی نیاز داریم که سوخت همجوشی را که تشکیل شده‌است از دوتریم و تریتیوم به دمای بالایی برسانیم این دما در حدود ۱۰۰ میلیون درجه سانتیگراد است. یکی از روش‌های پیشنهاد شده محصور کردن پلاسما توسط میدان مغناطیسی است. چند طرح رآکتور بر این مبنا طراحی شده است؛ یکی از آن‌ها اسفرومک نام دارد.

## ویژگی‌ها
البته توکامک غالباً بیشتر مورد توجه محصورسازی مغناطیسی قرار گرفته‌است، با این حال برخی گروه‌ها از اسفرومک حمایت کرده‌اند که دارای برخی مزایا نسبت به توکامک است.
از مزایای اسفروماک‌ها می‌توان سیستم آهن ربایی ساده، سایز کوچکتر، و هزینه کمتر نام برد.